# اریک پیترسون
اریک پیترسون (انگلیسی: Eric Paterson; ۱۱ سپتامبر ۱۹۲۹ – ۱۴ ژانویهٔ ۲۰۱۴) بازیکن هاکی روی یخ اهل کانادا بود.